# Copa Constitució 2014-2015
La Copa Constitució 2014-2015 è la 23ª edizione della Coppa di Andorra di calcio. Il torneo inizia il 21 febbraio 2015 ed terminerà il 10 maggio 2015. Il Sant Julià è campione in carica, avendo vinto il titolo per la quarta volta nella sua storia nella precedente edizione.
Il Sant Julià si conferma campione, vincendo il titolo per la quinta volta, la seconda consecutiva.
Partecipano alla competizione sedici squadre, le otto della Primera Divisió e otto della Segona Divisió. La squadra vincitrice si qualifica al primo turno di qualificazione della UEFA Europa League 2015-2016.

## Ottavi di finale
| Squadra 1          | Risultato | Squadra 2       |
| ------------------ | --------- | --------------- |
| 21 febbraio 2015   |           |                 |
| UE Santa Coloma II | 2 - 4     | Ordino II       |
| 22 febbraio 2015   |           |                 |
| Lusitans II        | 0 - 7     | FC Santa Coloma |
| Rànger's           | 0 - 10    | Lusitans        |
| 1º marzo 2015      |           |                 |
| Ordino             | 11 - 0    | FS La Massana   |
| Penya Encarnada    | 0 - 3     | UE Santa Coloma |
| Inter Escaldes     | 8 - 0     | Encamp II       |
| Extremenya         | 0 - 5     | Sant Julià      |
| Engordany          | 2 - 2     | Encamp          |

### Replay
| Squadra 1    | Risultato | Squadra 2 |
| ------------ | --------- | --------- |
| 5 marzo 2015 |           |           |
| Engordany    | 0 - 1     | Encamp    |

## Quarti di finale
| 1º marzo 2015   |        |                |
| FC Santa Coloma | 14 - 0 | Ordino II      |
| 3 marzo 2015    |        |                |
| UE Santa Coloma | 3 - 1  | Inter Escaldes |
| 4 marzo 2015    |        |                |
| Lusitans        | 0 - 2  | Ordino         |
| 8 marzo 2015    |        |                |
| Sant Julià      | 4 - 0  | Encamp         |

## Semifinali
| 8 marzo 2015    |       |            |
| FC Santa Coloma | 4 - 3 | Ordino     |
| 11 marzo 2015   |       |            |
| UE Santa Coloma | 1 - 3 | Sant Julià |

## Finale
| 10 maggio 2015  |                 |            |
| FC Santa Coloma | 1 - 1 (4–5 dcr) | Sant Julià |

| Andorra la Vella 10 maggio 2015, ore 17:00 UTC+2                                                | FC Santa Coloma      | 1 – 1 (d.t.s.) referto | Sant Julià | Estadi Comunal |
| \| \| \| \| \| Riera Lancha 100’ \| Marcatori \| 104’ Guida \| \| \| Tiri di rigore 4 – 5 \| \| |                      |                        |            |                |
|                                                                                                 |                      |                        |            |                |
| Riera Lancha 100’                                                                               | Marcatori            | 104’ Guida             |            |                |
|                                                                                                 | Tiri di rigore 4 – 5 |                        |            |                |